# Karen Chekerdjian
Karen Chekerdjian, née en 1970 à Beyrouth, est une designeuse et artiste libano-arménienne. Après avoir commencé une carrière dans les secteurs du design et de la publicité, Chekerdjian s'installe à Milan pour étudier le design industriel à la Domus Academy (en).

## Biographie
Née à Beyrouth, au Liban, Karen Chekerdjian reste quelques années à Milan après avoir étudié le design industriel à la Domus Academy (en),, dont elle sort diplômée en 1997. Durant cette période, elle crée « Mobil », un système de cintres suspendus qui sera édité par Edra (en).
Elle collabore avec l'artiste islandaise Tinna Gunnarsdóttir sur des unités de rangement en forme de boule intitulées Rolling Stones.
Après plusieurs années passées en Italie, Chekerdjian revient travailler au Liban en 2001,. Elle contribue à établir une scène de design locale et devient une pionnière dans le domaine dans toute la région.
Elle établit son studio de design à Beyrouth en 2001. En 2010, elle y ouvre la boutique Karen Chekerdjian.

## Travail
Le travail de Karen Chekerdjian est à la fois inspiré par les traditions levantines et motivé par les défis posés par le manque d'industrie dans la région,. La tradition limitée de fabrication de produits au Liban l’amène à se tourner vers de nouvelles façons de créer. Chekerdjian explique que le sens est nécessaire dans son travail pour qu'il ne reste pas uniquement une question de fonctionnalité et d'esthétique. Chaque pièce de son travail est liée d'une manière ou d'une autre à la pièce qui la précède. Chaque pièce qu'elle conçoit est le résultat d'une étroite collaboration et d'une interaction constante avec les artisans.
Chekerdjian explore l'idée du métamorphisme basé sur la fonction. Ses objets sont dans un état perpétuel de changement et de mutation. Formes multifacettes et volumes amples, finitions précises, sont le dénominateur commun de ses créations.
Son mentor est Massimo Morozzi, fondateur d'Archizoom Associati,.

## Expositions personnelles
En 2013, Karen Chekerdjian organise sa première exposition personnelle au Royaume-Uni, intitulée Designing the Middle East:Beirut, au 19 Greek Street à Londres.
En 2014, elle expose pour la première fois Trans|Form, quatre collections d'objets transformés et transformants, au Beirut Art Center.
En 2015, sa collection d'objets en édition limitée Trans|Form est exposée à Design Miami Bâle en juin, et à Design Miami (en) en décembre avec la Galerie Carwan.
En mai 2016, Karen Chekerdjian est invitée à expérimenter et exposer son travail et le musée de l'Institut du monde arabe dans le cadre des D'Days. Intitulée « Respiration », l'exposition débute le 31 mai et reste ouverte jusqu'au 28 août,. Parallèlement à l'exposition à l'Institut du monde arabe, Chekerdjian expose ses œuvres à la Galerie Dutko à Paris,.

## Expositions collectives
Elle participe à plusieurs expositions internationales, parmi lesquelles Utopi (Copenhague), Beyond the Myth (exposition paneuropéenne), Promosedia 2007 (Milan), Northern Lights (Tokyo) et ECHO (Beyrouth) et dans des galeries allant de la Fondation Issey Miyake (Tokyo) à la Galerie Spazio Orlandi et à la Galerie Nilufar (Milan) ainsi qu'à la Galerie Sfeir-Semler (Beyrouth).
- 2001 : Stool In The Box (Salone Satellite, Salon international du meuble de Milan)[19] ;
- 2002 : Utopi (Musée danois des arts décoratifs, Copenhague)[20],[21] ;
- 2003-2006 : Beyond The Myth (tournée paneuropéenne)[20],[21] ;
- 2004 : Northern Lights (Fondation Issey Miyake, Tokyo)[20],[21] ;
- 2005-2006 : Research On Brass (Costantino, New York)[22] ;
- 2006 : The Disappearance of Objects (ICFF (en), New York)[23] ;
- 2006-2007 : Promosedia (Udine & Milan Spazio Orlandi)[20] ;
- 2008 : ECHO (Galerie Sfeir-Semler, Beyrouth)[20],[21] ;
- 2009 : Volume 2(009) (Galerie Nilufar – Salon international du meuble de Milan)[20],[21] ;
- 2010-2011 : The Future of Tradition (Haus der Kunst, Munich)[24] ;
- 2012 : Confessions (House of Today, Beyrouth)[25],[26] ;
- 2023 : Beyrouth : les temps du design (Musée de design et d'arts appliqués contemporains, Lausanne)[27].